# Bennettsville (South Carolina)
Bennettsville ist eine Stadt (city) im US-Bundesstaat South Carolina. Sie ist der Verwaltungssitz (County Seat) des Marlboro County. Das U.S. Census Bureau hat bei der Volkszählung 2020 eine Einwohnerzahl von 7.020 ermittelt.
Die Stadt Bennettsville wurde 1819 am Pee Dee River gegründet und nach Thomas Bennett, Jr. benannt, dem damaligen Gouverneur von South Carolina. Das Gebiet wurde für den Anbau von Baumwolle erschlossen, abhängig von der Arbeit versklavter Afroamerikaner.

## Demografie
Nach einer Schätzung von 2019 leben in Bennettsville 7730 Menschen. Die Bevölkerung teilte sich im selben Jahr auf in 32,1 % Weiße, 62,5 % Afroamerikaner, 0,4 % amerikanische Ureinwohner, 0,6 % Asiaten und 3,8 % mit zwei oder mehr Ethnizitäten. Hispanics oder Latinos aller Ethnien machten 2,9 % der Bevölkerung aus. Das mittlere Haushaltseinkommen lag bei 30.440 US-Dollar und die Armutsquote bei 30,4 %.